# Вороб'ївка (Новгород-Сіверський район)
Вороб'ї́вка — село в Україні, у Новгород-Сіверській міській громаді Новгород-Сіверського району Чернігівської області. Населення становить 613 осіб. До 2020 орган місцевого самоврядування — Вороб'ївська сільська рада.

## Географія
Селом тече річка Вара, у яку впадає річка Чероваха.

## Історія
За даними на 1859 рік у власницькому селі Новгород-Сіверського повіту Чернігівської губернії мешкало 1175 осіб (559 чоловічої статі та 616 — жіночої), налічувалось 180 дворових господарств, існувала православна церква.
Станом на 1886 у колишньому власницькому селі Мамекинської волості мешкало 1275 осіб налічувалось 280 дворових господарств, існували православна церква, постоялий двір, постоялий будинок, водяний млин, крупорушка.
За даними на 1893 рік у поселенні мешкало 1891 особа (932 чоловічої статі та 959 — жіночої), налічувалось 316 дворових господарства.
За переписом 1897 року кількість мешканців зросла до 2030 осіб (949 чоловічої статі та 1081 — жіночої), з яких 1944 — православної віри.
У 1918 та 1943 роках село було повністю спалене.
1988 року у селі мешкало 462 жителі. Діяли середня школа (нині навчально-виховний комплекс 1-3 ступеня), дитячий садок, ФАП, будинок культури, бібліотека, пошта.
12 червня 2020 року, відповідно до розпорядження Кабінету Міністрів України № 730-р «Про визначення адміністративних центрів та затвердження територій територіальних громад Чернігівської області», увійшло до складу Новгород-Сіверської міської громади.
19 липня 2020 року, в результаті адміністративно - територіальної реформи та ліквідації колишнього Новгород-Сіверського району, село увійшло до новоствореного Новгород-Сіверського району Чернігівської області.

## Відомі особи
- Буяльський Ілля Васильович — анатом і хірург.
- Черняк Тимофій (*1891—†11 серпня 1919) — польовий командир та військовий діяч часів громадянської війни.